# اشرف علی‌اف
اشرف علی‌اف (زاده ۲۹ ژوئیه ۱۹۸۶ در شهرستان خیزی، جمهوری آذربایجان) کشتی‌گیر آزادکار است. وی در بازی‌های المپیک تابستانی ۲۰۱۲ در وزن ۷۴ کیلوگرم شرکت کرد.